# Городское поселение посёлок Ола
Городско́е поселе́ние посёлок О́ла — муниципальное образование в Ольском районе Магаданской области Российской Федерации.
Административный центр — пгт Ола.

## История
Статус и границы городского поселения установлены Законом Магаданской области от 28 декабря 2004 года № 511-ОЗ «О границах и статусе муниципальных образований в Магаданской области»

## Население
| 2009 | 2010  | 2011  | 2012  | 2013  | 2014  | 2015  |
| ---- | ----- | ----- | ----- | ----- | ----- | ----- |
| 6363 | ↘6215 | ↘6214 | ↗6233 | ↘6194 | ↘6175 | ↗6191 |

## Состав городского поселения
| № | Населённый пункт | Тип населённого пункта      | Население |
| - | ---------------- | --------------------------- | --------- |
| 1 | Ола              | пгт, административный центр | ↗5704     |